# Stadtwald Neumünster
Der Stadtwald Neumünster ist eine 1908 angelegte Grünfläche im Stadtteil Gartenstadt der schleswig-holsteinischen Stadt Neumünster. Die Parkanlage liegt zwischen Geerdtsstraße und der Bahnstrecke Neumünster–Heide und ist ca. 119 Hektar groß. 

## Geschichte
1864 wurde der östlich gelegene Stadtpark angelegt. Westlich davon entstand ab 1908 der Stadtwald mit dem aus Schutt und Müll bis 1928 erbauten Rodelberg und dem für die gefallenen Soldaten des Ersten Weltkrieges angelegten Friedenshain (bis 1987 Heldenhain). Seit 1996 ist der Stadtwald als Naturerlebnisraum ausgewiesen.